# Jiangbei (Chongqing)

Stadtbezirk Jiangbei in Chongqing

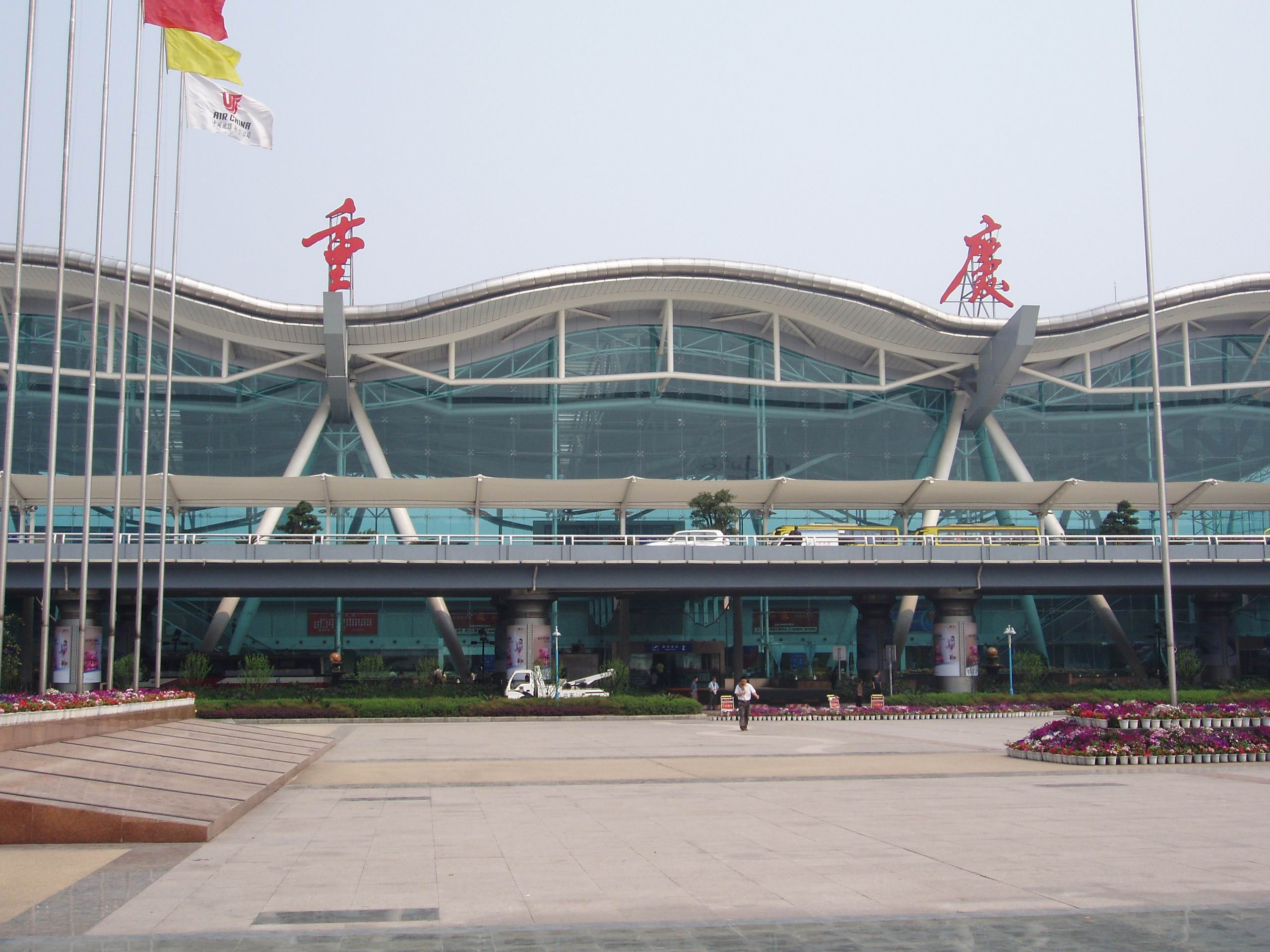
Jiangbei International Airport von Chongqing

Jiangbei (chinesisch 江北区, Pinyin Jiāngběi Qū) ist ein Stadtbezirk der regierungsunmittelbaren Stadt Chongqing in der Volksrepublik China. Jiangbei hat eine Fläche von 213,52 km². Bei Volkszählungen in den Jahren 2000 und 2010 wurden in Jiangbei 609.619 bzw. 738.003 Einwohner gezählt.

## Administrative Gliederung
Auf Gemeindeebene setzt sich Jiangbei aus neun Straßenvierteln und drei Großgemeinden zusammen. Diese sind:
- Straßenviertel Shimahe (石马河街道);
- Straßenviertel Dashiba (大石坝街道);
- Straßenviertel Guanyinqiao (观音桥街道);
- Straßenviertel Huaxinjie (华新街街道);
- Straßenviertel Wulidian (五里店街道);
- Straßenviertel Jiangbeicheng (江北城街道);
- Straßenviertel Cuntan (寸滩街道);
- Straßenviertel Guojiatuo (郭家沱街道);
- Straßenviertel Tieshanping (铁山坪街道);
- Großgemeinde Yuzui (鱼嘴镇);
- Großgemeinde Fusheng (复盛镇);
- Großgemeinde Wubao (五宝镇).

## "Neuer Stadtbezirk Liangjiang"
Bis auf die Großgemeinden Fusheng und Wubao wurde die gesamte Fläche Jiangbeis auch Bestandteil des am 18. Juni 2010 gegründeten sogenannten „Neue Stadtbezirks“ Liangjiang (两江新区 Liǎngjiāng Xīnqū). Er umfasst auch Teile der Stadtbezirke Yubei und Beibei. Bei Liangjiang handelt es sich aber um eine reine Maßnahme zur Förderung der Wirtschaftsentwicklung, d. h. Liangjiang ist kein Stadtbezirk im administrativen Sinne. Er wird von der „Leitungsgruppe für die Erschließung und den Aufbau des Neuen Stadtbezirks Liangjiang“ (两江新区开发建设领导小组 Liangjiang Xinqu kaifa jianshe lingdao xiaozu), die sich aus Vertretern der Stadt Chongqing und der betroffenen Stadtbezirke zusammensetzt, verwaltet. Dementsprechend bleibt Jiangbei in seinen bisherigen administrativen Grenzen mit seiner Volksregierung und den zugehörigen politischen Strukturen (Volkskongress, Konsultativkonferenz) zumindest vorläufig vollumfänglich erhalten.

## Partnerschaften
Jiangbei unterhält mit der Stadt North Las Vegas, USA, seit 2015 eine Städtepartnerschaft.